# 耶律化葛里
耶律化葛里（10世纪—954年），辽国政治人物，辽太祖弟耶律寅底石子，兄长耶律刘哥，耶律盆都异母弟。
应历初年，因为他是太祖的侄子，被辽穆宗优待。辽穆宗是辽太祖的孙子，辽太宗的儿子。应历三年（953年）有人告发他和弟弟耶律奚蹇参预卫王耶律宛叛乱，下狱。饰辞辩解得免。应历四年（954年）春，耶律化葛里又与耶律奚蹇等谋反，伏诛。